# Заболоцкий, Григорий Васильевич
Григорий Васильевич Заболотский (ум. около 1473) — московский наместник, боярин и дворецкий во времена правления Василия II Васильевича Тёмного и Ивана III Васильевича.
Из дворянского рода Заболоцкие. Младший сын Василия Ивановича Заболотского, родоначальника дворян Заболоцких. Имел старшего брата Никиту Васильевича — убит в бою под Белёвым.

## Биография
В 1462 году упомянут пятым в боярах. В конце правления Василия II Тёмного Григорий Заболотский был боярином и наместником в Новгороде. Его посельский прикупал земли Переяславского уезда для своего господина около 1462-1478 годов. У Г. В. Заболотского были свои вассалы, «закладывавшиеся» к нему с землей.
В начале правления Ивана III Васильевича занимал должность дворецкого.
В 1471 году владел волостями на Северной Двине. После 1462 года, но до 1485 года (скорее всего, в 1470-х годах) он проиграл местническое дело боярину Василию Фёдоровичу Сабурову.
По предположению С. Б. Веселовского, в одном из сражений середины XV века именно Г. В. Заболотский убил князя С. А. Андомского.

## Семья
От брака с неизвестной имел детей:
- Заболоцкий Угрим Григорьевич — окольничий Ивана III Васильевича.
- Заболоцкий Пётр Григорьевич Лобан (ум. 1505) — окольничий и посол.
- Заболоцкий Константин Григорьевич (ум. 1515) — окольничий, воевода и посол.
- Заболоцкий Алексей Григорьевич Асанчук — посол, наместник и воевода.
- Заболоцкий Алексей Григорьевич Младший — показан только у П. В. Долгорукова.
- Заболоцкий Василий Григорьевич Асанчук — в Российской родословной книге П. В. Долгорукова, родословной книге М. Г. Спиридова и родословной книге из собрания М. А. Оболенского не показан.